# Войсковой крест Карла
Войсковой крест Карла (нем. Karl-Truppenkreuz) — военная награда времен Первой мировой войны. Крест был учреждён 16 декабря 1916 года императором Австро-Венгрии Карлом I для награждения военных. Крест вручался до окончания Первой мировой войны. К награждению могли быть представлены лица, прослужившие на фронте, по крайней мере, 12 недель и участвовавшие, по крайней мере, в одном сражении.

## Описание
Дизайн Войскового креста Карла был основан на дизайне Армейского креста за 1813/14 годы. Крест изготавливался из цинка и имел форму лапчатого креста, окруженного лавровым венком, который виден между концов креста. На лицевой стороне креста изображена латинская надпись «GRATI PRINCEPS ET PATRIA, CAROLVS IMP.ET REX», (Благодарный правитель и отечество, Карл, император и король). На оборотной стороне изображены австрийская императорская и венгерская королевская короны над буквой «C» (Carolus) с надписью «VITAM ET SANGVINEM» (жизнь и кровь) и датой MDCCCCXVI (1916).
Крест носили на левой стороне груди на красной ленте с двумя красно-белыми полосками по бокам.
Всего было вручено 651000 крестов.